# João da Gama
João da Gama (c. 1540 – depois de 1591) foi um explorador e administrador colonial português no Extremo Oriente no último quartel do século XVI. Era neto de Vasco da Gama. João da Gama partiu de Macau para nordeste e contornou o Japão pelo norte, cruzou o Oceano Pacífico nas latitudes mais ao norte tomadas até então pelos europeus. Forçado pelas circunstâncias de sua viagem, tornou-se também um circum-navegador (um dos primeiros a fazê-lo para o leste). As terras a nordeste do Japão que João da Gama descobriu foram alvo de lendas e especulações nos séculos que se seguiram, inspirando a sua procura pelas potências europeias.

## Primeiros anos e viagens para o Oriente
Não se sabe muito sobre sua infância e juventude, embora se acredite que ele tenha nascido por volta de 1540. Seus pais eram Guiomar de Vilhena (Évora, c. 1510 - 1585) e Francisco da Gama, 2.º Conde da Vidigueira, filho do explorador Vasco da Gama, descobridor do caminho marítimo para o Oriente. Casou-se com Joana de Menezes e teve um filho, Vasco da Gama, que mais tarde se tornou capitão em Chaul.  João da Gama tornou-se capitão de Malaca entre 1578 e 1582. Recebeu cordialmente o representante português que trouxe a notícia da coroação de Filipe II de Espanha como rei de Portugal, mas só reconheceu a nova ordem, após indicação do vice-rei da Índia. Teve inúmeros conflitos políticos em seu mandato, causados por supostas irregularidades pessoais que o colocaram em confronto político com os órgãos administrativos da cidade, o que gerou um processo Judicial.  Ele foi acusado de prejudicar os interesses de Malaca e chamado a Lisboa para responder por suas ações e expor sua defesa.
Regressou ao Oriente com o objetivo de assumir o controle dos negócios entre Macau ( China ) e Nagasaki (Japão), rota comercial monopolizada por Portugal. Gama era casado com a filha de D. João de Meneses Baroche, Capitão de Cochim. Deixou a mulher na  residência do sogro, e dirigiu-se a Macau em 1588, acompanhado pelo irmão Miguel da Gama. Nesse ano a viagem anual ainda não tinha sido realizada devido à morte súbita do capitão de Macau, Jerónimo de Sousa. Na sequência do acordo comercial entre o Cristão-novo Bartolomeu Landeiro e a cidade de Macau, Jerónimo de Sousa preparava-se também para enviar um navio para as Filipinas. Na mesma altura foi emitido o édito anticristão no Japão. João da Gama em alternativa resolveu, e contra todas as proibições, fazer uma expedição à Nova Espanha por sua conta e risco.  
Da Gama era bem visto em Macau, como se consta numa carta que a Câmara Municipal de Macau escreveu ao rei em 30 de Junho de 1588, na qual elogia da Gama, então capitão de Macau e do Japão e pede ao rei que a capitania lhe fosse concedida a vida. A Câmara de Macau menciona ainda o assunto de uma recente viagem espanhola ( castelhana ) a Macau, e as razões pelas quais deveria ser proibida, entre outros assuntos. Gama e o Conselho de Macau argumentaram ainda que os lucros da viagem poderiam sustentar igrejas, uma Misericórdia e dois hospitais, sendo um deles de leprosos. Da Gama apoderou-se de uma nau de 600 toneladas que, em vez de ir de Macau para a Índia, foi para o México, onde puderam concretizar negócios muito mais lucrativos, cobiçados pelos residentes de Macau. Anos mais tarde, membros da Câmara Municipal de Macau condenariam e criticariam publicamente da Gama e a sua viagem.

## A travessia do Pacífico

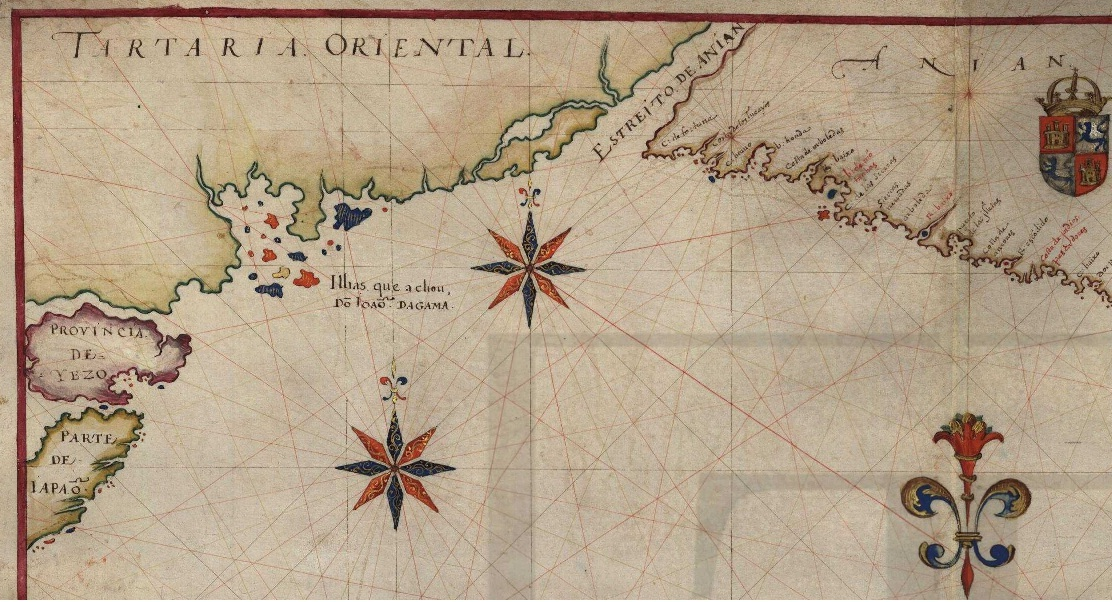
Atlas de João Teixeira Albernaz I, 1643, mostrando o Oceano Pacífico Norte e a área alcançada por João da Gama, incluindo as ilhas encontradas por João da Gama (possivelmente as ilhas Curilas, hipótese claramente evidenciada por mapas como de Joseph Nicolas Delisle. Outros mapas também faziam referência a uma terra mítica mais extensa, também a nordeste do Japão). O mítico ou "reconhecido" Estreito de Anián, que separa a Ásia e as Américas, também é mostrado. Parte da conhecida costa norte-americana possivelmente está amplamente deslocada para o noroeste

A decisão de D. João da Gama, foi tomada com o conhecimento de que se tratava de uma viagem ilegal, pois era notória a proibição do comércio entre as zonas mundiais de Portugal e Castela (mais tarde Espanha ) pelos Tratados de Tordesilhas e Saragoça, proibição reforçada pelas cartas escritas pessoalmente por Filipe II aos vice-reis da Nova Espanha e da Índia, e também diretamente aos órgãos administrativos de Macau e das Filipinas em 1589 e 1590, levando à expulsão dos espanhóis de Macau em 1592.
A inusitada e excecional decisão de fazer a viagem deveu-se à expectativa de que a iniciativa pudesse ser encarada com tolerância, como aconteceu a alguns precedentes espanhóis em Macau, demais parece ter sido tomada em desespero porque da Gama ficou bem ciente de que se regressasse a Goa, seria detido por acusações de ter cometido graves irregularidades. Esta realidade reflete-se na carta que o rei Filipe II (I de Portugal) enviou ao vice-rei a 6 de Fevereiro de 1589, que lhe ordenava "que o nobre (João da Gama) que vinha da China, fosse preso a ferros e levado para o Reino a bordo desta Armada", que confirma outra acusação de 1587, enviada pela Coroa.
João da Gama, no entanto, parecia alheio a esta realidade em 1588, pois enviou de Macau, em 20 de novembro do mesmo ano, uma carta ao rei informando-o da sua intenção de ir para Espanha via México, com alegada justificação de dar pessoalmente ao rei parte da sua missão em China, e mostrar como parecia fácil a sua conquista (de facto os portugueses em Macau eram contra tal projecto). Dois dias antes, a 18 de novembro, Domingos Segurado, em Macau, escreveu também ao rei para lhe da a noticia dum naufrágio de um navio espanhol da Nova Espanha em Macau, e o embarque da sua tripulação no navio da Gama, que, uma vez em Macau, aceitou a ordem do Vice-Rei da Índia para transportar aquela tripulação para o México, estando ele próprio no cargo de Capitão de Macau durante a ausência do Gama, sugerindo mesmo a sua própria nomeação para o cargo.

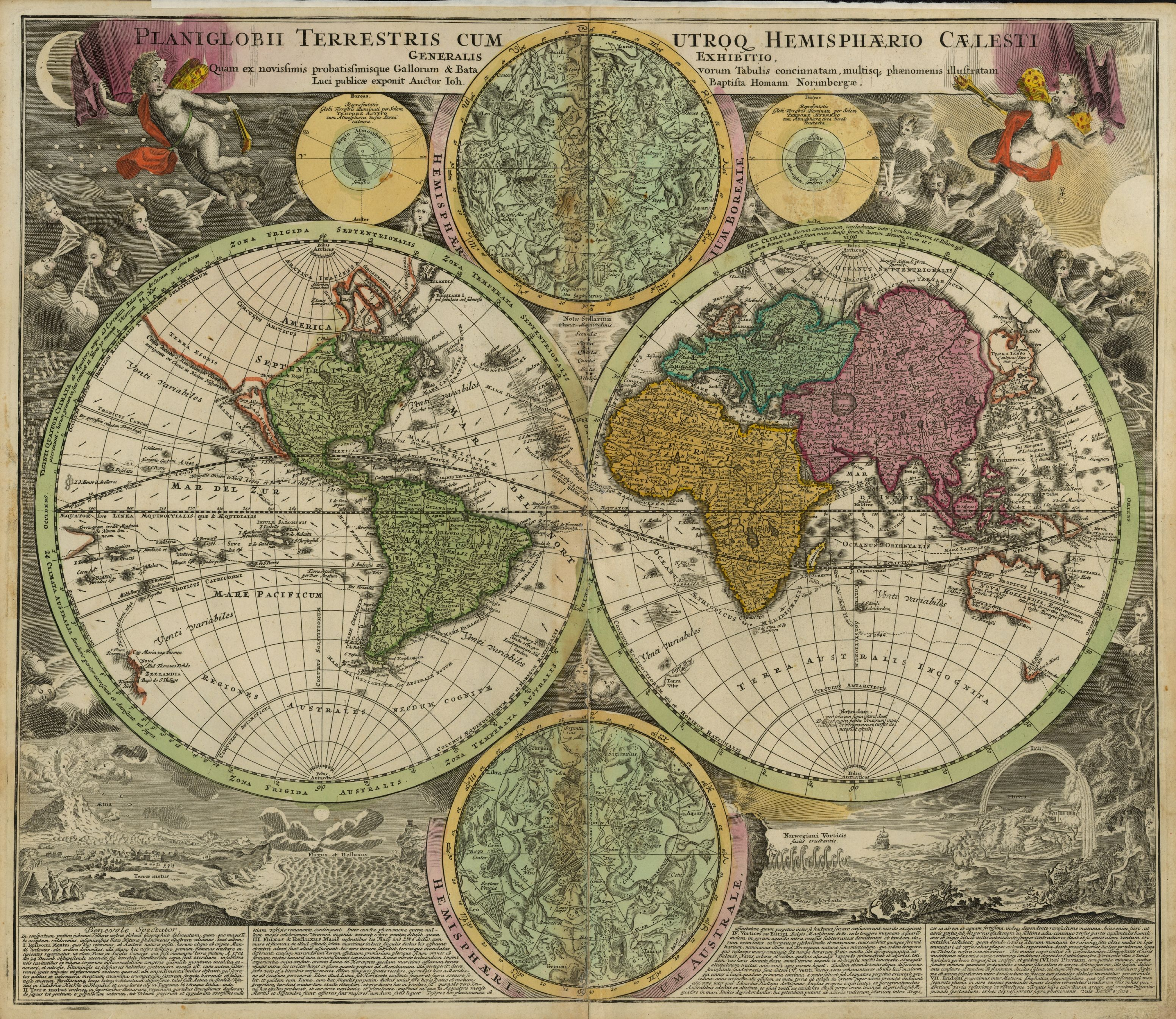
Planiglobii Terrestris Cum Utroque Hemisphaerio Caelesti Generalis Exhibitio de Johann Baptiste Homann, Nuremberg 1707. Planisfério com mapa da costa oeste norte-americana, com ambas as Califórnias (incluindo a Califórnia dos EUA até os cabos Mendoncino, Sebastiano e Blanco a 40º-45º N, a leste-sudeste do estreito imaginário) desenhadas como uma única ilha, e com a nota: "Costa Terrae borealis incognitae detectada por D. João da Gama navegando da China para a Nova Espanha". Legenda repetida no seu outro mapa de 1720, mais estendido para noroeste e já com ambas as Califórnias ligadas ao continente, numa costa noroeste, possivelmente correspondendo à atual costa norte dos Estados Unidos e Canadá

Depois de iniciar a viagem em Macau e devido aos danos causados por um tufão, da Gama foi obrigado a refugiar-se na ilha de Amakusa, na costa japonesa. Após a reparação, continuou sua viagem em outubro de 1589. Ele chegou ao México depois de ter atravessado o Pacífico em uma latitude muito mais alta (cerca de 45° N e possivelmente mais ao norte) do que o curso normalmente tomado pelos galeões espanhóis de Manila (geralmente perto ou em torno de 40° N) viajando entre Manila e o México. Da Gama tocou em um lugar que desde então tem sido chamado Ezo (Yezo) – a ilha de Hokkaido, seguido por uma 'Terra da Gama', que pode corresponder a uma ou algumas das Ilhas Curilas. Chegando a Acapulco em março de 1590, o navegador pode muito bem ter ido para o norte ao longo das principais costas japonesas e das ilhas Curilas, para perto das Aleutas e depois para a costa americana. Seu nome foi anexado, originalmente em mapas portugueses, a uma vaga terra que ele avistou a nordeste do Japão. 

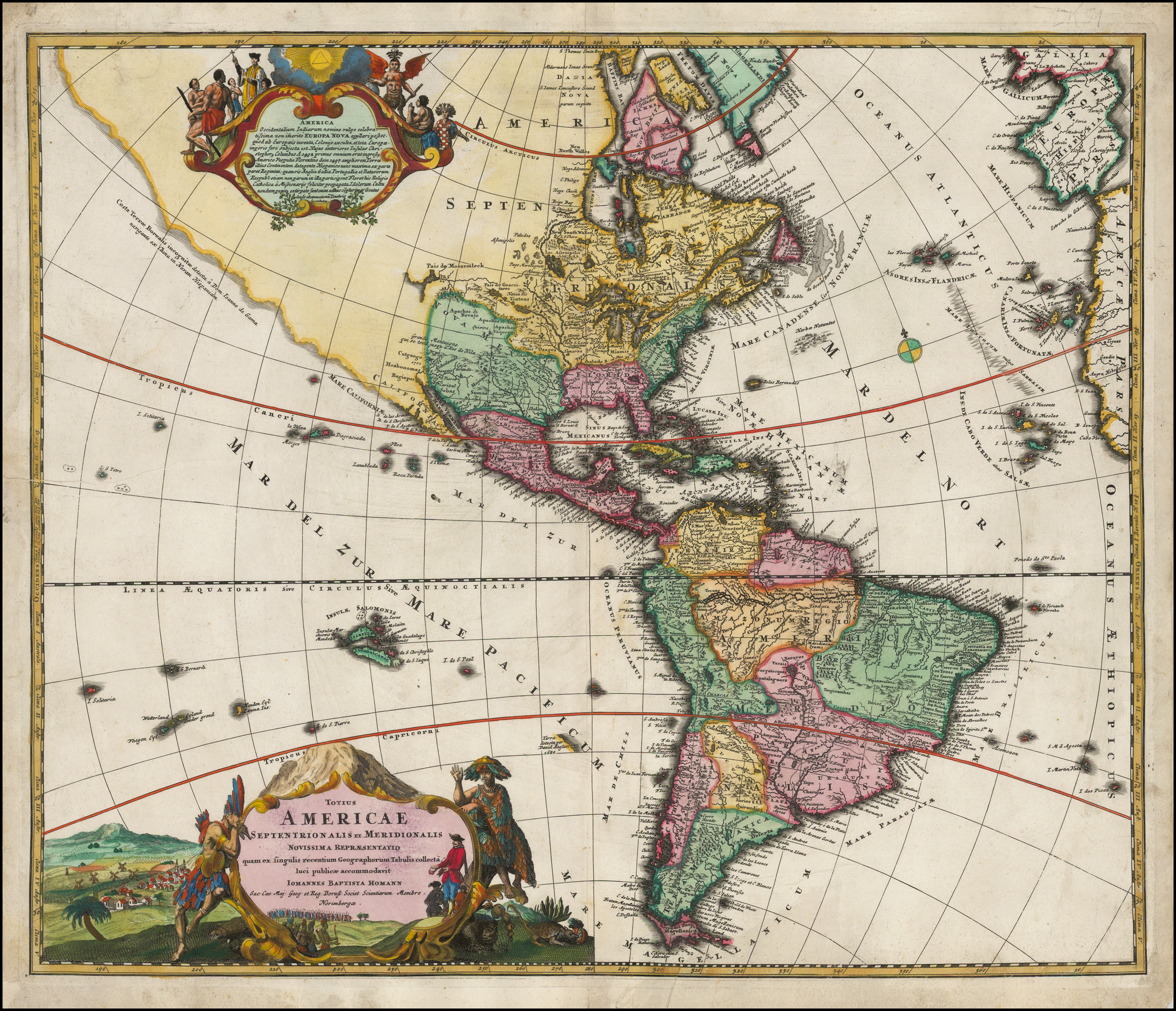
As Américas em 1720 por Johann Homann com Terra Esonis reconhecido por João da Gama, viajando da China para a Nova Espanha

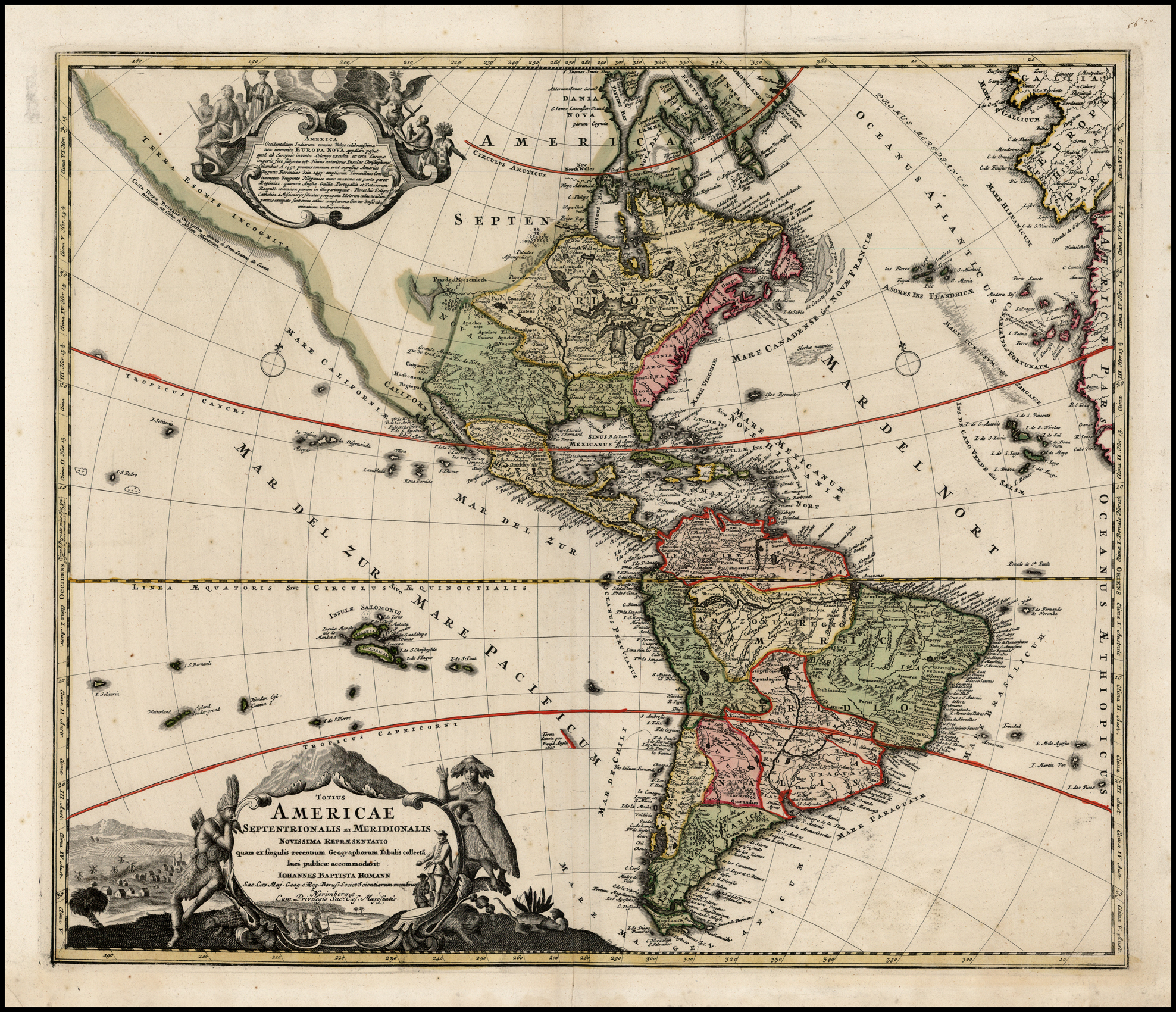
As Américas em 1720 pelo mesmo Johann Baptiste Homann, com a mesma terra do norte Esonis incognitae avistada por João da Gama

A hipótese de que João da Gama tenha explorado ou chegado à América do Norte mais à norte de João Rodrigues Cabrilho, Bartolomé Ferrelo, Francis Drake,Sebastião Rodrigues Soromenho e Francisco Gali, que em 1584 partiu também de Macau e possivelmente avistou ilhas a 500 léguas a leste ou leste-nordeste do sudeste do Japão (cerca de 29° N ou mais a norte),   carece de provas diretas, devido a perda de grande parte da documentação. No entanto, vários mapas posteriores apontam para a exploração e descoberta de João da Gama de uma grande parte do oeste e noroeste das então desconhecidas e conhecidas costas da América do Norte. Na década de 1630, os documentos chegaram à posse do cartógrafo português João Teixeira Albernaz quando este se encontrava em Sevilha. Os papéis acabaram por incluir um esboço de uma longa costa norte do Pacífico que João da Gama percorreu no caminho. 
Chegando a Acapulco, antes de ser preso, conseguiu vender parte da mercadoria, por mediação de dois cristãos-novos sefarditas, pelo preço de 22 mil pesos, dos quais dois mil seriam usados para pagar dívidas e os vinte mil restantes seriam enviados para o interior do Brasil através de seus representantes (quatro comerciantes, dois dos quais possivelmente seriam cristãos-novos). 
A viagem de Da Gama foi contrária à legislação da coroa ibérica, proibindo transações comerciais entre os impérios espanhol e português. Por isso, foi preso, e seu navio como a sua carga foram apreendidos pelas autoridades locais. Apesar de Portugal e Espanha estarem então "unidos", todos os bens de João da Gama, as suas cartas e diários de navegação foram confiscados. Seus bens restantes foram avaliados em 140.000 pesos. A tripulação e os mercadores portugueses que participaram na viagem regressaram a Macau via Filipinas, depois de uma estadia no México, onde trouxeram prata, enquanto ele foi enviado para Sevilha para ser julgado pela audiência da Casa de la Contratación.   Assim João da Gama tornou-se um dos primeiros homens a completar uma circum-navegação para leste do globo
e o terceiro a travessar o oceano Pacífico da Ásia para a América, só precedido por Francisco Gali (1584) e Pedro de Unamuno (1587).
João da Gama terá possivelmente morrido em Espanha ou Portugal por volta de 1591, antes do julgamento.

## A busca da "Terra de João da Gama"

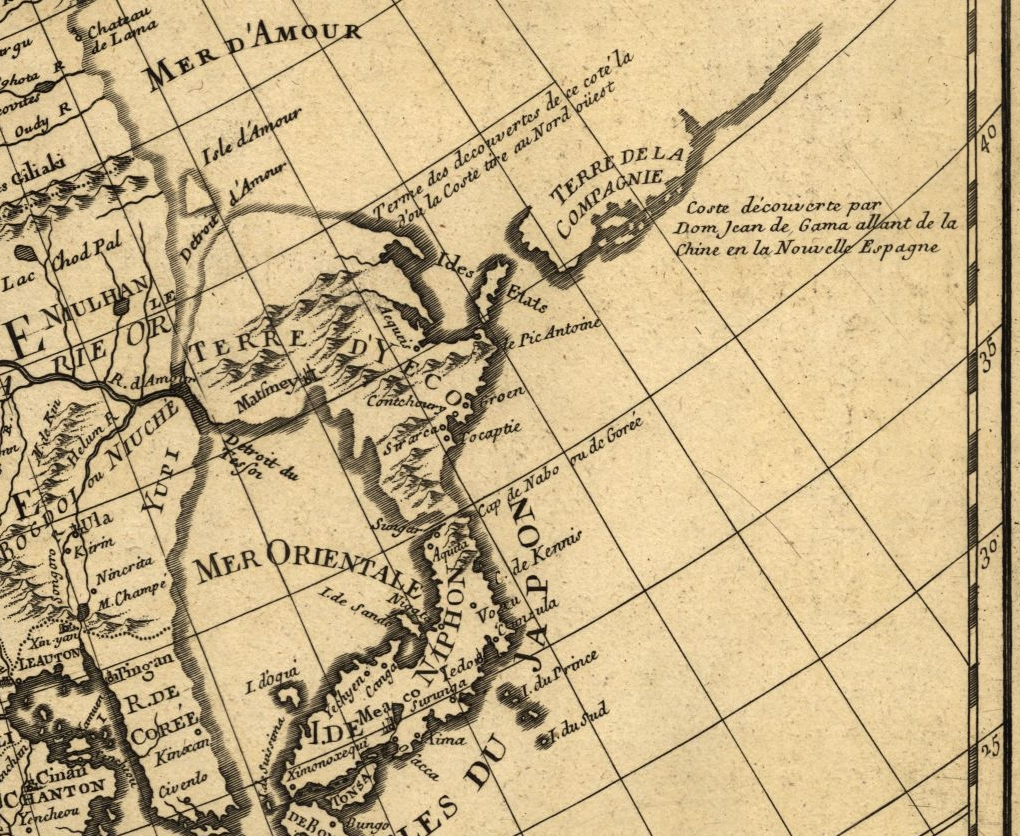
Mapa da Asia de Guillaume Delisle com a "Costa descoberta por Dom João da Gama da China à Nova-Espanha" (legenda, em cima do lado direito).

Durante os 150 anos que seguiram a viagem de João da Gama, acreditou-se que uma mítica "Terra de João da Gama" existia entre Camecháteca e o continente americano, mapas contraditórios retrataram uma confusão de ilhas reais ou imaginárias entre Hokkaido e Camecháteca, confundindo as Ilhas Curilas com Sacalina e as Ilhas Shantar. Embora navegadores como o holandês Maarten Gerritsz Vries tenha em 1643 navegado na zona (parte das ilhas Curilas, Kunashir, Iturup e Urup) o assunto não ficou resolvido.
Em 1728, os russos, depois de cruzar a Sibéria e chegar ao Estreito de Bering, entre a Sibéria e o Alasca, tomaram a iniciativa de explorar as bordas norte do Pacífico. Um dos objetivos da Grande Expedição do Norte da Rússia, liderada pelo explorador dinamarquês Vitus Bering, era partir de Ocótsqui em Península de Camecháteca e de fazer o reconhecimento da lendária "Terra de João da Gama" e da costa da América do Norte. Por volta de 1731, o Colégio do Almirantado Russo solicitou à Academia de Ciências que preparasse um mapa do Pacífico Norte. Joseph-Nicolas Delisle preparou o mapa e uma memória que o acompanha com base no trabalho feito por seu irmão mais velho, Guillaume. Este mostrava ainda a "Costa descoberta por Dom Jean de Gama", que se afasta em direção à América.
Só com a segunda viagem de Vitus Bering, tendo como ponto de partida Petropavlovsk-Kamtchatski em maio de 1741, é que a geografia da zona ficou em definitivo esclarecida. James Cook em 1778, confirmou os dados de Bering e cartografou a zona na sua terceira viagem desfazendo a lenda da Terra de João da Gama.